# 76,2 mm armata czołgowa D-56TM
Armata czołgowa D56-TM – 76,2 mm półautomatyczna armata czołgowa konstrukcji radzieckiej.
Armata stanowi uzbrojenie lekkiego czołgu pływającego PT-76. Przeznaczona do niszczenia siły żywej, środków ogniowych, pojazdów bojowych oraz burzenia lekkich schronów typu polowego.
Półautomatyka armaty działa na zasadzie odrzutu lufy. Bruzdowana monoblokowa lufa wyposażona w przedmuchiwacz i hamulec wylotowy. Posiada zamek klinowy z mechanizmem półsamoczynnego działania. Kołyska typu cylindrycznego. Oporopowrotnik posiada hydrauliczny opornik i pneumatyczny powrotnik. Mechanizm spustowy mechaniczny lub elektryczny.
Do strzelania z armaty stosuje się naboje scalone z pociskiem odłamkowo-burzącym i przeciwpancerno-smugowym. Do wycelowania armaty na cel służy celownik TSzK-66.

## Dane techniczne armaty
- Masa armaty bez opancerzenia – 665 kg[1]
- Długość lufy z hamulcem wylotowym – 3315 mm
- Długość części bruzdowanej – 2787 mm
- Kąt ostrzału – - 5° do +30° (w płaszczyźnie pionowej), 360° (poziomej)
- Donośność – 12 100 m
- Szybkostrzelność – 15 strz./min